# Saalbach (Gelpe)
| Zuläufe und Bauwerke \| Saalbach \| Saalbach \| Saalbach \| \| ---------------------------------- \| -------- \| ------------------ \| \| Legende \| \| \| \| Wuppertal \| \| Wuppertal \| \| \| \| \| \| \| \| \| \| \| \| \| \| Ronsdorfer Talsperre \| \| \| \| \| \| \| \| Saalsiefen \| \| \| \| \| \| \| \| Heidter Gemark Siefen \| \| \| \| \| \| Heusiepen \| \| Holthauser Gemark Siefen \| \| Remscheid \| \| \| \| Manneshammer \| \| \| \| Roodekotten \| \| Hinterste Holthauser Gemark Siefen \| \| \| \| \| \| Hordenbachshammer \| \| Saalbacher Siefen \| \| \| \| \| \| Zillertaler Siefen \| \| \| \| \| \| Gelpe \| \| \| |  |                    |
| Saalbach |  |                    |
| Legende |  |                    |
| Wuppertal |  | Wuppertal          |
| |  |                    |
| |  |                    |
| |  |                    |
| Ronsdorfer Talsperre |  |                    |
| |  |                    |
| Saalsiefen |  |                    |
| |  |                    |
| Heidter Gemark Siefen |  |                    |
| |  | Heusiepen          |
| Holthauser Gemark Siefen |  | Remscheid          |
| |  | Manneshammer       |
| |  | Roodekotten        |
| Hinterste Holthauser Gemark Siefen |  |                    |
| |  | Hordenbachshammer  |
| Saalbacher Siefen |  |                    |
| |  | Zillertaler Siefen |
| |  |                    |
| Gelpe |  |                    |

Der Saalbach ist ein fast 21⁄2 langer Bach im südlichen Stadtgebiet von Wuppertal in Nordrhein-Westfalen. Er speist als Hauptzufluss die Ronsdorfer Talsperre und mündet von links in die Gelpe.

## Geographie

### Verlauf
Im Südosten der Stadt Wuppertal entspringt  der Saalbach auf einer Höhe von 295 m ü. NHN nur einige Meter südlich der Ortslage Holthausen unterhalb der nach ihm bezeichneten Flur Im Saalscheid; eine weitere Quelle befindet sich westlich der Erich-Fried-Gesamtschule. Beide Quellen liegen im Westen des Stadtteils Ronsdorf.
Nach nur einigen hundert Metern fließt der Saalbach in die Ronsdorfer Talsperre. Die Talsperre wird daher auch Saalbachtalsperre genannt. Unterhalb der Talsperre durchfließt der Bach einige Stauteiche, die zur Nutzung der Wasserkraft der mittlerweile nicht mehr bestehenden Schleifkotten und Hammerwerke angelegt wurden. Er bildet im Unterlauf seit 1929 die Stadtgrenze von Wuppertal zu Remscheid. Zuvor erfüllte er diese Funktion zwischen den ehemals selbstständigen Städten Ronsdorf und Lüttringhausen.
Bei der Gaststätte Haus Zillertal mündet der aus dem Ostnordosten kommende Saalbach auf einer Höhe von 182 m ü. NHN  von links in die aus dem Norden heranziehende Gelpe.
Der 2450 m lange Lauf des Saalbachs endet ungefähr 112 Höhenmeter unterhalb seiner Quelle, er hat somit ein mittleres Sohlgefälle von circa 45 ‰.

### Zuflüsse
Von der Quelle zur Mündung. Längen nach dem  FlussGebietsGeoinformationsSystem des Wupperverbandes, Flächen der Einzugsgebiete nach dem Topographisches Informationsmanagement, Bezirksregierung Köln, Abteilung GEObasis NRW 
- Saalsiefen (rechts), 0,1 km
- Wüstenacker Siefen (rechts), 0,2 km[5]
- Heusiepen (links), 1,3 km, 0,70 km²
- Holthauser Gemark Siefen (rechts), 0,2 km
- Zillertaler Siefen (Zillertaler Siepen) (links), 0,2 km

## Kunstbauwerke und Historie
Das bedeutendste Kunstbauwerk ist die in den Jahren 1898 bis 1899 zur Trinkwassergewinnung erbaute Ronsdorfer Talsperre. Am Unterlauf des Baches befanden sich einige metallverarbeitende Betriebe, von denen aber meist nur noch die Stauteiche vorhanden sind. Das bekannteste von ihnen am Zusammenfluss mit der Gelpe heißt „Hundsschüppe“. Weitere waren der Hordenbachshammer, der Roodenkotten und der Manneshammer.
Der 1980 eingeweihte Industrie-Geschichtslehrpfad im Gelpe-Saalbach-Gebiet, auch „Historisches Gelpetal“ genannt, erläutert auf Tafeln die einzelnen historischen Stätten und deren Funktion.

## Naturdenkmal
Die Quelle des Saalbaches ist als Naturdenkmal geschützt.